# Eastwood, Nottinghamshire
Eastwood este un oraș în comitatul Nottinghamshire, regiunea East Midlands, Anglia. Orașul se află în districtul Broxtowe.
1. ↑  , Wikipedia în esperanto https://www.citypopulation.de/en/uk/eastmidlands/nottinghamshire/E63001910__eastwood Lipsește sau este vid: |title= (ajutor)